# ناتاليا راميريز
ناتاليا راميريز (بالإسبانية: Natalia Ramírez)‏ هي ممثلة كولومبية، ولدت في 3 أغسطس 1966 في بوغوتا في كولومبيا.

## أعمال

### مسلسلات
- أنا بيتي البشعة

## وصلات خارجية
- ناتاليا راميريز على موقع IMDb (الإنجليزية)
- ناتاليا راميريز على موقع كينوبويسك (الروسية)